# جمع (ریاضی)
جَمع یکی از چهار عمل اصلی در حساب و جبر مقدماتی است، که به فرایند تعیین نتیجهٔ کل حاصل از روی هم گذاشتن دو یا چند عدد گفته می‌شود.
به هر کدام از اعدادی که عمل جمع بر روی آن‌ها انجام می‌گیرد، جَمع‌وَند (انگلیسی: addend یا summand) گفته‌شده و نتیجهٔ نهایی حاصل از انجام عمل جمع را مجموع یا حاصل جمع (انگلیسی: Sum) می‌نامیم.

## جمع

#### جدول
معمولاً جدول جمع اعداد از ۰ تا ۹ را برای به خاطر سپردن به کودکان ارائه می‌دهند.
| + | ۰ | ۱  | ۲  | ۳  | ۴  | ۵  | ۶  | ۷  | ۸  | ۹  |
| - | - | -- | -- | -- | -- | -- | -- | -- | -- | -- |
| ۰ | ۰ | ۱  | ۲  | ۳  | ۴  | ۵  | ۶  | ۷  | ۸  | ۹  |
| ۱ | ۱ | ۲  | ۳  | ۴  | ۵  | ۶  | ۷  | ۸  | ۹  | ۱۰ |
| ۲ | ۲ | ۳  | ۴  | ۵  | ۶  | ۷  | ۸  | ۹  | ۱۰ | ۱۱ |
| ۳ | ۳ | ۴  | ۵  | ۶  | ۷  | ۸  | ۹  | ۱۰ | ۱۱ | ۱۲ |
| ۴ | ۴ | ۵  | ۶  | ۷  | ۸  | ۹  | ۱۰ | ۱۱ | ۱۲ | ۱۳ |
| ۵ | ۵ | ۶  | ۷  | ۸  | ۹  | ۱۰ | ۱۱ | ۱۲ | ۱۳ | ۱۴ |
| ۶ | ۶ | ۷  | ۸  | ۹  | ۱۰ | ۱۱ | ۱۲ | ۱۳ | ۱۴ | ۱۵ |
| ۷ | ۷ | ۸  | ۹  | ۱۰ | ۱۱ | ۱۲ | ۱۳ | ۱۴ | ۱۵ | ۱۶ |
| ۸ | ۸ | ۹  | ۱۰ | ۱۱ | ۱۲ | ۱۳ | ۱۴ | ۱۵ | ۱۶ | ۱۷ |
| ۹ | ۹ | ۱۰ | ۱۱ | ۱۲ | ۱۳ | ۱۴ | ۱۵ | ۱۶ | ۱۷ | ۱۸ |

## جمع کسرها

### کسرهای با مخرج مشترک
چنانچه کسرهای مورد نظر دارای مخرجی مشترک باشند، عمل جمع با سادگی و سهولت زیاد انجام می‌پذیرد. تنها کافی است، که صورت‌های کسرها را با یکدیگر جمع کرده و حاصل جمع به‌دست آمده را بر روی مخرج مشترک آن‌ها قرار دهیم، تا نتیجهٔ نهایی حاصل گردد.
مثال:
{\displaystyle {\frac {2}{7}}+{\frac {3}{7}}={\frac {5}{7}}\!}

### کسرهای با مخرج متفاوت
در صورتی که کسرهای مورد نظر مخرج‌های متفاوتی داشته باشند، عمل جمع قدری طولانی‌تر و مشکل‌تر از حالت اول انجام می‌گیرد.
برای جمع دو کسر با مخرج‌های متفاوت (صورت‌ها می‌توانند یکسان یا متفاوت باشند)، می‌توان ک.م. م مخرج‌ها را پیدا کرد و آن را به عنوان مخرج کل کسر قرار داد. حال ک.م. م را بر هر یک از اعداد مخرج تقسیم کرده و عدد حاصل را ضریبِ صورتِ آن کسر قرار قرار داده و بر روی مخرج کل می‌نویسیم، سپس دو عدد صورت را با یکدیگر جمع می‌کنیم؛ مثال:
{\displaystyle {\frac {1}{2}}+{\frac {4}{3}}={\frac {3(1)+2(4)}{6}}={\frac {3+8}{6}}={\frac {11}{6}}\!}